# Nombrevilla
Nombrevilla ist ein spanischer Ort und eine Gemeinde (municipio) mit nur noch 39 Einwohnern (Stand: 2024) im Süden der Provinz Saragossa in der Autonomen Gemeinschaft Aragonien. Die Gemeinde gehört zur bevölkerungsarmen Serranía Celtibérica.

## Lage und Klima
Nombrevilla liegt ca. 80 Kilometer südsüdwestlich der Provinzhauptstadt Saragossa in einer Höhe von ca. 920 m. 
Das Klima ist gemäßigt bis warm; Regen (ca. 487 mm/Jahr) fällt übers Jahr verteilt.

## Bevölkerungsentwicklung
| Jahr      | 1970 | 1981 | 1991 | 2001 | 2011 | 2021 |
| Einwohner | 56   | 36   | 33   | 68   | 38   | 35   |

Die Mechanisierung der Landwirtschaft, die Aufgabe bäuerlicher Kleinbetriebe und der damit verbundene Verlust von Arbeitsplätzen führten in der zweiten Hälfte des 20. Jahrhunderts zu einem deutlichen Rückgang der Bevölkerungszahl (Landflucht).

## Sehenswürdigkeiten
- Marienkirche (Iglesia de Nuestra Señora de Valvanera)